# Santa Ana del Valle
Santa Ana del Valle, est une ville et une municipalité du Mexique dans l'État de Oaxaca. Elle comptait 1 996 habitants en 2005.